# Zaide
A Zaide Wolfgang Amadeus Mozart befejezetlenül maradt kétfelvonásos német nyelvű daljátéka (singspiel). A töredékben maradt partitúrát Carl Gollmick (1796–1866) és Johann Anton André (1775–1842) egészítette ki. Az általuk készített változat ősbemutatójára 1866-ban Frankfurtban került sor. A félbemaradt operát a zeneszerző életében nem adták elő.

## Az opera története
Mozart 1778-ban apjának egy Mannheimben kelt levélben számol be róla, hogy értesülései szerint II. József Bécsben egy német nyelvű darabokat játszó operatársulat megalapításán fáradozik. A társulatnak pedig szüksége lenne egy ambiciózus fiatal zeneszerzőre is. Mozart szerette volna elnyerni ezt a posztot, ezért arra kérte apját, hogy vesse latba minden befolyását, és érje el, hogy a császár kihallgatáson fogadja őt. Leopold Mozart azonnal felvette a kapcsolatot Franz von Heufelddel, akinek befolyásos kapcsolatai voltak a bécsi színházi életben. Heufeld véleménye szerint a fővárosban elég tehetséges komponista akadt, aki nagy hírnévnek örvend a császári udvarban is (köztük van Salieri és Gluck is), így Wolfgangnak akkor lenne a legnagyobb esélye, ha a lehető leggyorsabban elkészítene egy, az uralkodó számára is megfelelő operát, a kész mű aztán a segítségével hamar II. József elé kerülhetne.
Mozart azonban végül csak Párizsból való visszatérése után, 1779-ben kezdett el foglalkozni az új opera megkomponálásával. A szövegkönyv elkészítésére Johnn Andreas Schachtner vállalkozott, aki salzburgi udvari muzsikus és a Mozart család jó ismerőse volt. Forrásul részben Voltaire Zaire című drámáját, részben Franz Josef Sebastiani egyik zenés komédiája szolgált.
Amint Schachtner elkészült a librettóval, Mozart máris nekilátott a komponáláshoz, pedig közben belefogott az Idomeneo megírásába is. Egy ideig egymással párhuzamosan írta a két darabot. Amikor elutazott Münchenbe, hogy előkészítse az Idomeneo bemutatóját, a zenekarral eljátszatta a Zaide néhány részletét is. Aztán, miután visszatért Salzburgba, majd a hercegérseket követve Bécsbe utazott, egyre nyilvánvalóbbá vált számára, hogy megfelelő kapcsolatok híján a Zaide bemutatójából nem lesz semmi. Nem sokkal később pedig már egy másik török témát feldolgozó operán kezdett el dolgozni (ekkor fogott hozzá a Szöktetés a szerájból komponálásához). Így a Zaide végül befejezetlen maradt.
A hiányzó zeneszámokat a 19. század első felében Johann Anton André (1775–1842) és Carl Gollmick (1796–1866) készítette el posztumusz. Az általuk kiegészített változatot 1866. január 27-én mutatták be Frankfurtban. Jobb híján általában ma is ezt a kiegészített verziót szokták színpadra állítani, de hangfelvételeken többször kiadásra került a csonka, csak Mozart zenéjét tartalmazó változat is.

## Az opera szereplői
| Szereplő         | Hangfekvés   |
| ---------------- | ------------ |
| Zaide            | szoprán      |
| Gomatz           | tenor        |
| Allazim          | bariton      |
| Szulimán szultán | tenor        |
| Ozmin            | basszbariton |
| Előénekes        | tenor        |

## Az opera cselekménye

### I. felvonás
Zaide rabszolgaként kerül a török szultán háremébe. Amint megpillantja az uralkodó, szerelemre lobban iránta. Gomatz szintén Európából származik. A szultán rabszolgája kereskedők karmai közül mentette meg, most az ő udvari munkásaként éli az életét. A két fiatal gyakran találkozott az udvarban, és hamar egymásba szerettek. Zaide egy alkalommal egy levelet ejt le Gomatznak szobája ablakából, amiben megvallja iránta táplált érzelmeit. A szerelmesek elhatározzák, hogy megszöknek. Tervükbe beavatják Allazimot is, aki a szultán kedvenc rabszolgája. A férfi megígéri, hogy segíti őket, sőt velük fog szökni. A szultán emberei hamar felfedezik a fiatalok szökését. Az uralkodó haragra gerjed, és parancsot ad a katonáinak, hogy hozzák vissza őket, majd halálra ítéli a szökevényeket.

### II. felvonás
A szökevényeket hamar utolérték. most a szultán elé kísérik őket. Az uralkodó részletesen elmeséli nekik, milyen kínzások várnak rájuk. Zaide sírva fakad, Allazim kegyelemért könyörög, de hasztalan. A szultán szívét semmi sem lágyítja meg. Ekkor azonban váratlan fordulat történik. Egy véletlennek köszönhetően Allazim Gomatzban és Zaidében rég elveszettnek hitt gyermekeit ismeri fel. A család egymásra találása végül a szultánt is megindítja. Valamennyiüknek megkegyelmez, majd visszaadja a szabadságukat is.

## Hangfelvételek
Az operának több CD felvétele került forgalomba, ezek közül egyesek a kiegészített verziót, mások a töredékben maradt eredeti verziót tartalmazzák. A következőkben egy dialógusokat nem tartalmazó, csak a Mozart által papírra vettet zenei anyagot rögzítő kiadványt ismertetünk.
Zaide – Lynne Dawson, Gomatz – Hans Peter Blochwitz, Allazim – Olaf  Bär, Szulimán – Herbet Lippert, Ozmin – Christopher Purves. Közreműködik: az Academy of Ancient Music zenekar, vezényel: Paul Goodwin. A felvétel helye és ideje: Poissy Théâtre, 1997. június 17–18. A kiadás éve: 1998. Harmonia Mundi, 9072205 1 CD DDD Stereo
Előadás: 2006. augusztus –  Zaide (Mozart befejezetlen operája alapján)
Az előadás a Mostly Mozart Fesztiválon került bemutatásra (Lincoln Center, New York). A koncertet megelőző megbeszéléseken szó volt a kortárs rabszolgaságról és annak felszámolásáról, valamint Mozart egalitarista nézeteiről is.
Peter Sellars